# Leif Svensson
Leif Svensson (* 8. července 1951 v Härnösandu) je bývalý švédský hokejový obránce.

## Hráčská kariéra
Narodil se v Härnösandu, ale do profesionálního hokeje začal v lize Division 1 v týmu Djurgårdens IF kde stihl odehrát jeden zápas ve kterém získal jednu asistenci v sezóně 1969/70. Poté odešel na dva roky do týmu HK Nacka který hrál nižší ligu a v následujících dvou ročnících se vrátil do Division 1 ale do týmu Södertälje SK. Poté se vrátil zpět do týmu Djurgårdens IF se kterým v sezóně 1974/75 sestoupil do nižší ligy ale po roce v nižší lize si opět vybojovali účast v nejvyšší lize. V týmu Djurgårdens IF hrál až do sezóny 1977/78 kdy 10. června 1978 podepsal smlouvu s týmem Washington Capitals jako volný hráč. V první sezóně jako nováček zaznamenal 31 bodů a -3 body v plus/minus. S týmem se neprobojoval do playoff a proto mohl reprezentoval Švédskou reprezentaci v mistrovství světa 1979 kde získali bronzovou medaili. V Capitals strávil ještě jeden rok ale opět se s týmem neprobojoval do playoff. Poté se vrátil zpět do Švédska kde v týmu Djurgårdens IF odehrál poslední dvě sezóny než ukončil hokejovou kariéru.

## Prvenství
- Debut v NHL - 11. října 1978 (Los Angeles Kings proti Washington Capitals)
- První asistence v NHL - 14. října 1978 (Washington Capitals proti Atlanta Flames)
- První gól v NHL - 24. října 1978 (Washington Capitals proti Atlanta Flames)

## Klubové statistiky
| Sezóna       | Klub                | Soutěž       |     | Základní část | Základní část | Základní část | Základní část | Základní část |   | Play off | Play off | Play off | Play off | Play off |
| Sezóna       | Klub                | Soutěž       | Z   | G             | A             | B             | TM            | Z             | G | A        | B        | TM       |          |          |
| 1969/1970    | Djurgårdens IF      | Div. 1       | 1   | 0             | 1             | 1             | 0             | —             | — | —        | —        | —        |          |          |
| 1970/1971    | Nacka HK            | Div. 2       | 6   | 2             | 2             | 4             | 6             | —             | — | —        | —        | —        |          |          |
| 1971/1972    | Nacka HK            | Div. 2       | 7   | 1             | 5             | 6             | 6             | —             | — | —        | —        | —        |          |          |
| 1972/1973    | Södertälje SK       | Div. 1       | 18  | 5             | 1             | 6             | 14            | —             | — | —        | —        | —        |          |          |
| 1973/1974    | Södertälje SK       | Div. 1       | 35  | 9             | 4             | 13            | 24            | —             | — | —        | —        | —        |          |          |
| 1974/1975    | Djurgårdens IF      | Div. 1       | 28  | 2             | 7             | 9             | 30            | 6             | 0 | 1        | 1        | 6        |          |          |
| 1975/1976    | Djurgårdens IF      | SEL          | 36  | 5             | 13            | 18            | 50            | —             | — | —        | —        | —        |          |          |
| 1976/1977    | Djurgårdens IF      | Div. 1       | 31  | 7             | 15            | 22            | 43            | 9             | 2 | 3        | 5        | 10       |          |          |
| 1977/1978    | Djurgårdens IF      | SEL          | 29  | 2             | 6             | 8             | 34            | —             | — | —        | —        | —        |          |          |
| 1978/1979    | Washington Capitals | NHL          | 74  | 2             | 29            | 31            | 28            | —             | — | —        | —        | —        |          |          |
| 1979/1980    | Washington Capitals | NHL          | 47  | 4             | 11            | 15            | 21            | —             | — | —        | —        | —        |          |          |
| 1980/1981    | Djurgårdens IF      | SEL          | 18  | 1             | 2             | 3             | 20            | —             | — | —        | —        | —        |          |          |
| 1981/1982    | Djurgårdens IF      | SEL          | 18  | 2             | 3             | 5             | 18            | —             | — | —        | —        | —        |          |          |
| Celkem v NHL | Celkem v NHL        | Celkem v NHL | 121 | 6             | 40            | 46            | 49            | —             | — | —        | —        | —        |          |          |
| Celkem v SEL | Celkem v SEL        | Celkem v SEL | 101 | 10            | 24            | 34            | 132           | —             | — | —        | —        | —        |          |          |

## Reprezentace
| Rok                       | Tým                       | Soutěž                    | Z | G | A | B | TM |
| ------------------------- | ------------------------- | ------------------------- | - | - | - | - | -- |
| 1979                      | Švédsko                   | MS                        | 8 | 0 | 0 | 0 | 6  |
| Seniorská kariéra celkově | Seniorská kariéra celkově | Seniorská kariéra celkově | 8 | 0 | 0 | 0 | 6  |